# Maison béarnaise
Pour les articles homonymes, voir Maison (homonymie).

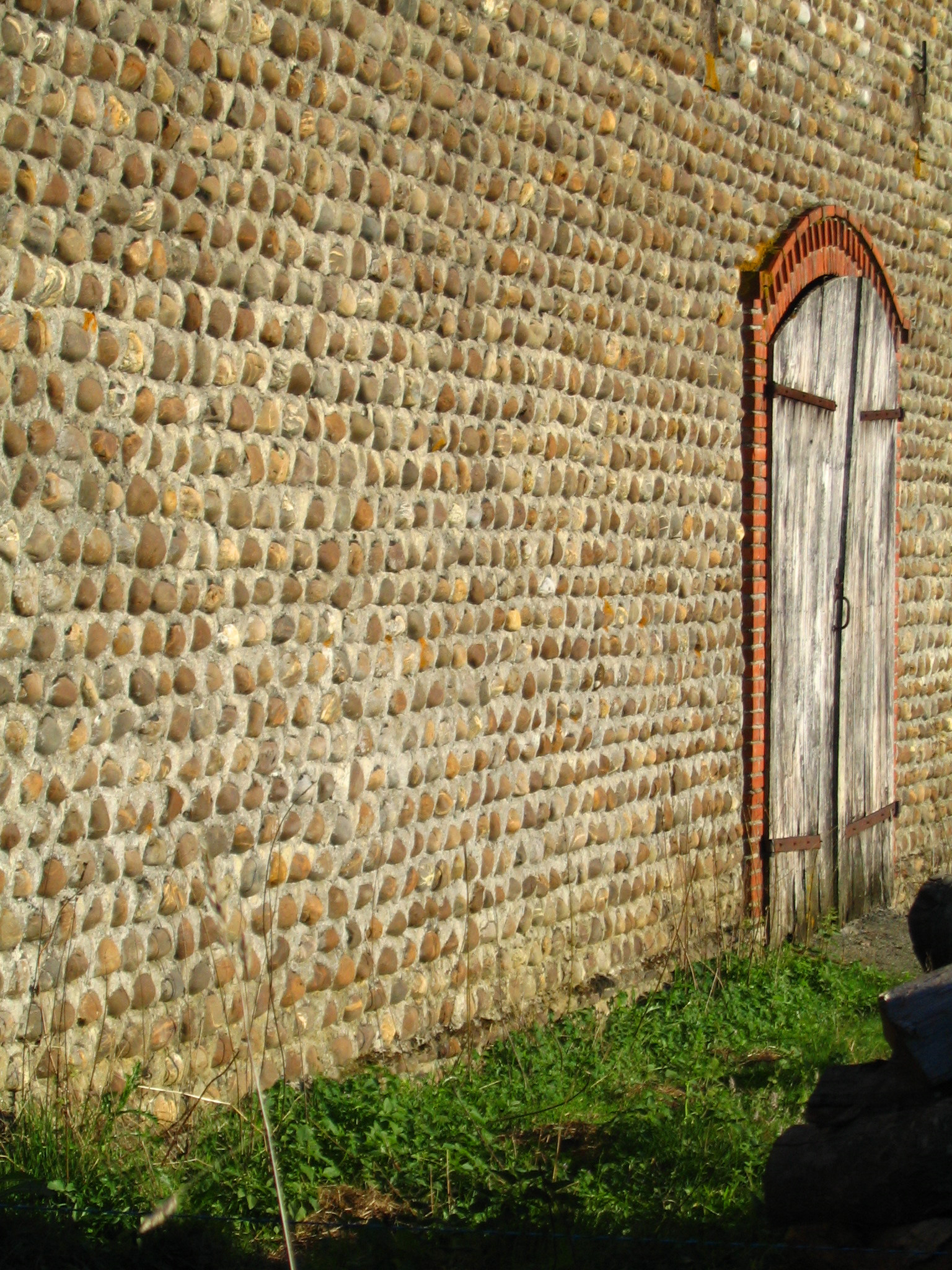
Mur de galets d'une maison béarnaise. La forme du matériau ne permettait pas une pose sans mortier.

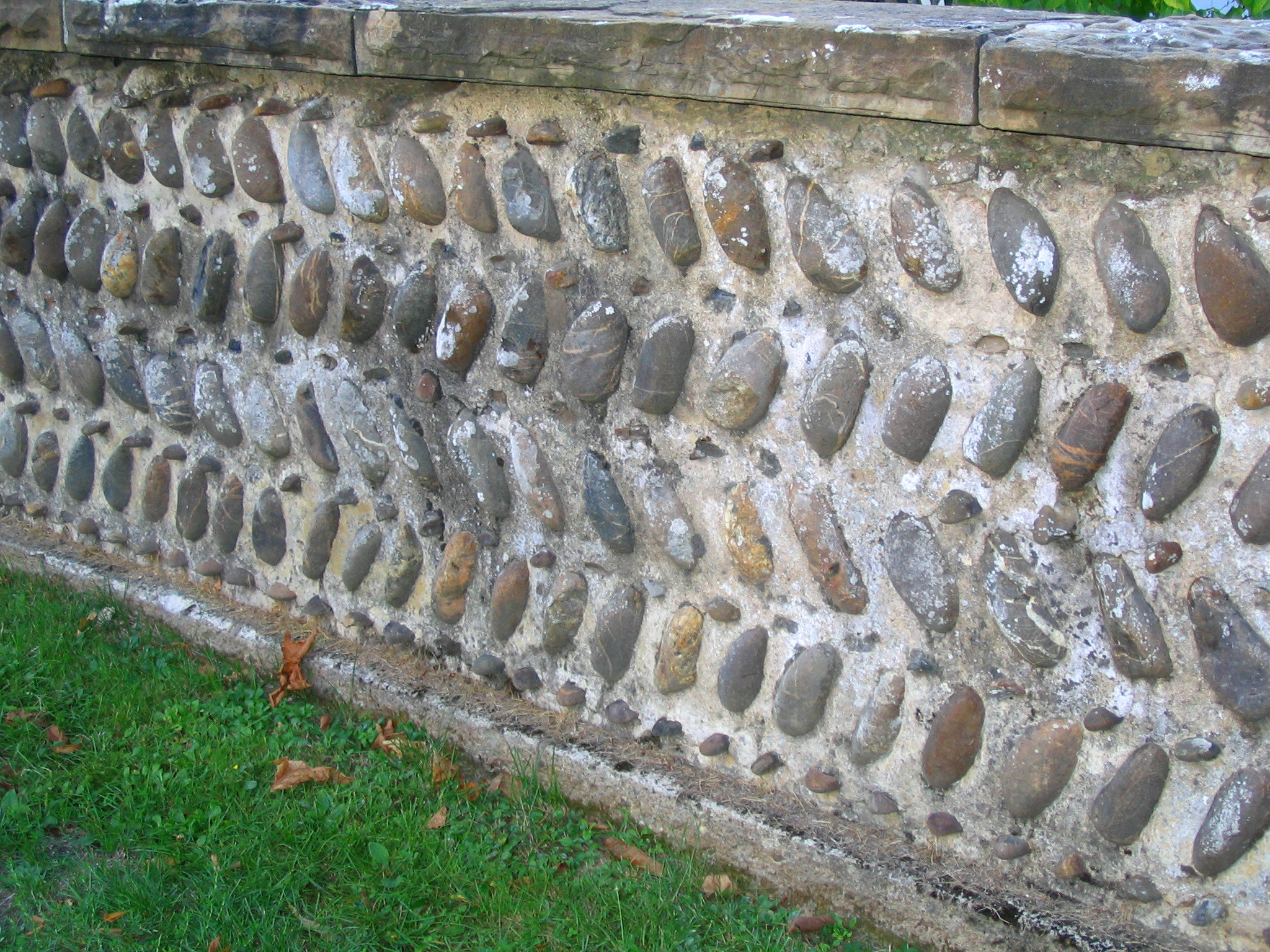
Disposition caractéristique des galets d'une maison béarnaise. Cette disposition est dite en feuille de fougère. Une arase de tuiles plates était fréquemment intégrée au mur à intervalles réguliers.

La maison béarnaise est un type d'habitation traditionnel de l'ancienne province française du Béarn, aujourd'hui dans l'est du département des Pyrénées-Atlantiques. Elle se caractérise par des murs en galets dans les plaines, ou parfois de moellons dans les montagnes, et un toit en forte pente.
Sous l'Ancien Régime, elle était la pierre angulaire de l’identité de la famille. La hiérarchie sociale s'établissait sur la base de la « casa »,  transmise avec l’ensemble des terres à l’aîné. 

## Description
Les types de maisons rurales béarnaises que nous connaissons aujourd'hui datent majoritairement des XVIIIe et XIXe siècles. Antérieurement, la plupart des maisons du bas pays béarnais étaient construites en bois ou en terre, avec couverture de chaume ou de bardeaux, et ce n'est qu'à partir du XVIIIe siècle que les maisons furent construites en dur, avec couverture d’ardoises ou de tuiles plates. 
Leur disposition, avec une façade sous pignon, les rapprochait du type qui a existé dans les régions moins riches du Pays basque et du sud des Landes.
Dans un Béarn aux terroirs variés, des plaines du Vic-Bilh aux hautes vallées pyrénéennes, les types d’habitations  ont connu de fortes disparités. Les méthodes de construction, les matériaux disponibles, les contraintes du site mais aussi le statut social ou économique des habitants ont déterminé quelques types d’architectures remarquables.

## Diversité territoriale

### Dans la plaine du bas pays

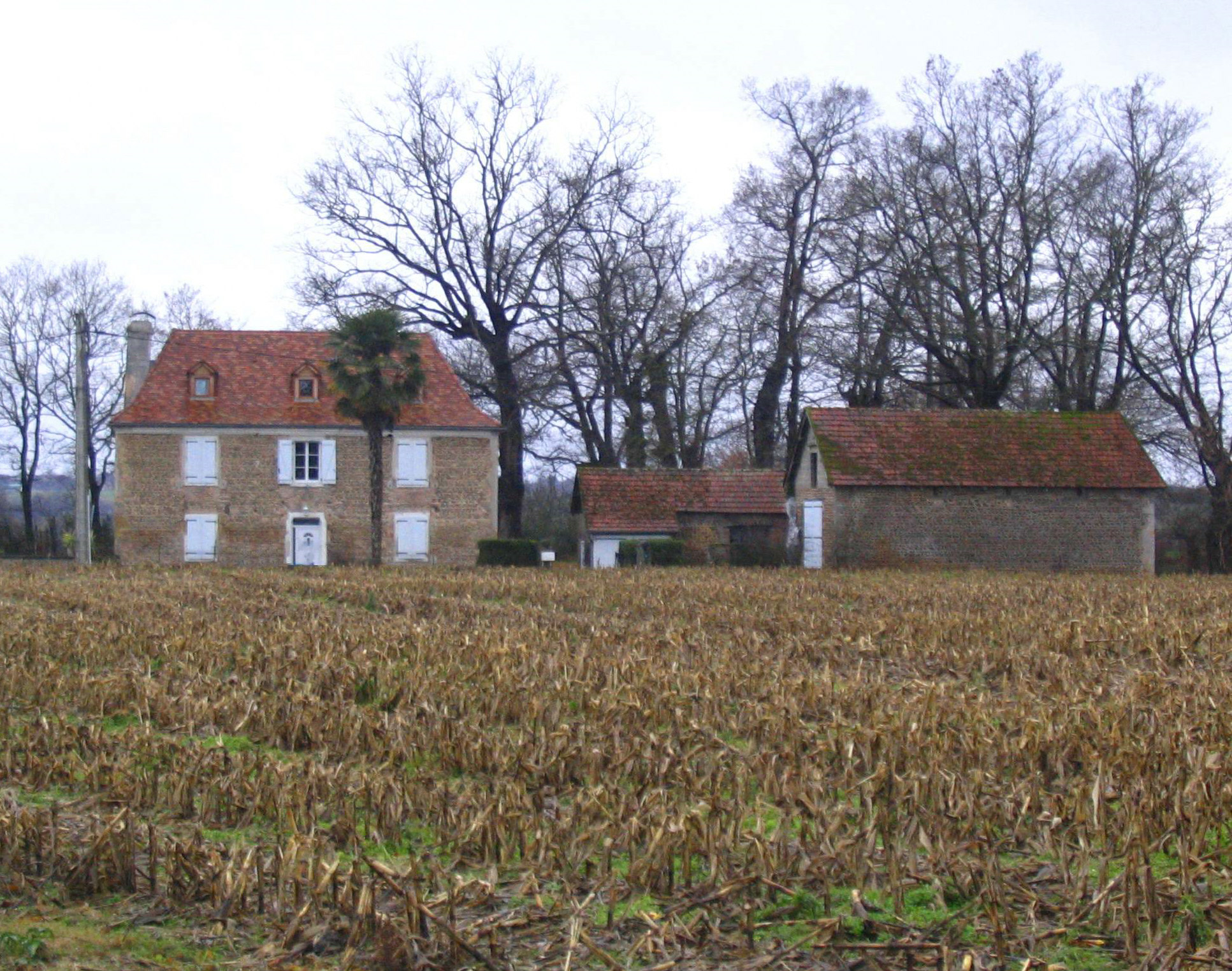
Maison béarnaise du XIXe siècle dans son paysage de plaine. La culture intensive du maïs, en faisant disparaitre talus et haies, modifie radicalement l'intégration des édifices dans le paysage. Dans la cour, le palmier de Chine, Trachycarpus fortunei, d'abord importé de Chine en Angleterre vers 1850 et vraisemblablement introduit ensuite par des Anglais dans la région paloise, a longtemps servi de référence bourgeoise.

- La maison de plaine est bâtie avec des galets du gave noyés dans du mortier. Les maisons des fermes les plus riches sont conformes au modèle bourgeois ou urbain des XVIIIe et XIXe siècles. Ordonnées sur deux niveaux avec un toit à quatre pentes, elles sont couvertes en tuiles plates rousses. Ce type de maison est lié à l'essor de l'économie rurale (et en particulier à l'extension de la culture du maïs) et au consécutif enrichissement des catégories supérieures de la paysannerie[2].
- La présence de gisements d'argile permettait de réaliser les encadrements de brique des ouvertures et des chaînages d'angles. Ces briques plates étaient également utilisées pour la double génoise qui reliait la toiture au haut du mur. Posées en encorbellement et comblées au mortier, les briques produisaient ainsi une corniche décorative. 

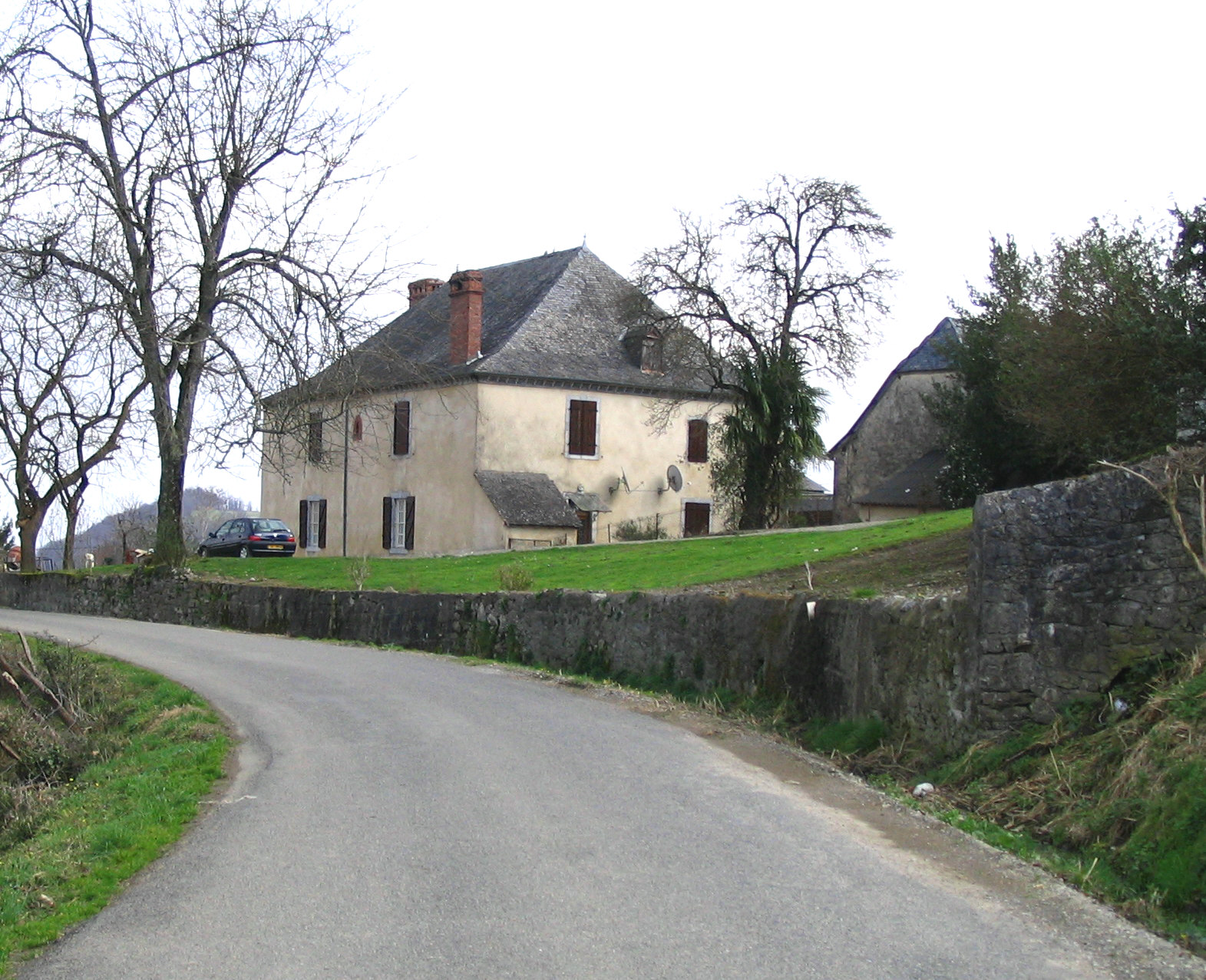
Maison du Pied-Mont. Le petit appentis contre le pignon-façade abrite le four à pain relié à la souche de cheminée de briques sur le toit.
- L'implantation sur un terrain régulier autorisait une façade symétrique, avec une porte centrée et un ensemble régulier de fenêtres et de lucarnes.

### Sur les coteaux des Pyrénées
Formé de vallons et de coteaux ordonnés parallèlement à la chaîne, entre le Gave de Pau et les montagnes, ce territoire est la partie béarnaise du Piémont ou Piedmont pyrénéen.
La forme de la toiture y est caractéristique des maisons béarnaises, avec une pente atteignant couramment 55° et couverte en ardoises. Cette disposition permettait de supporter les fortes précipitations de la région et l'enneigement des vallées.

### Dans les vallées de montagne

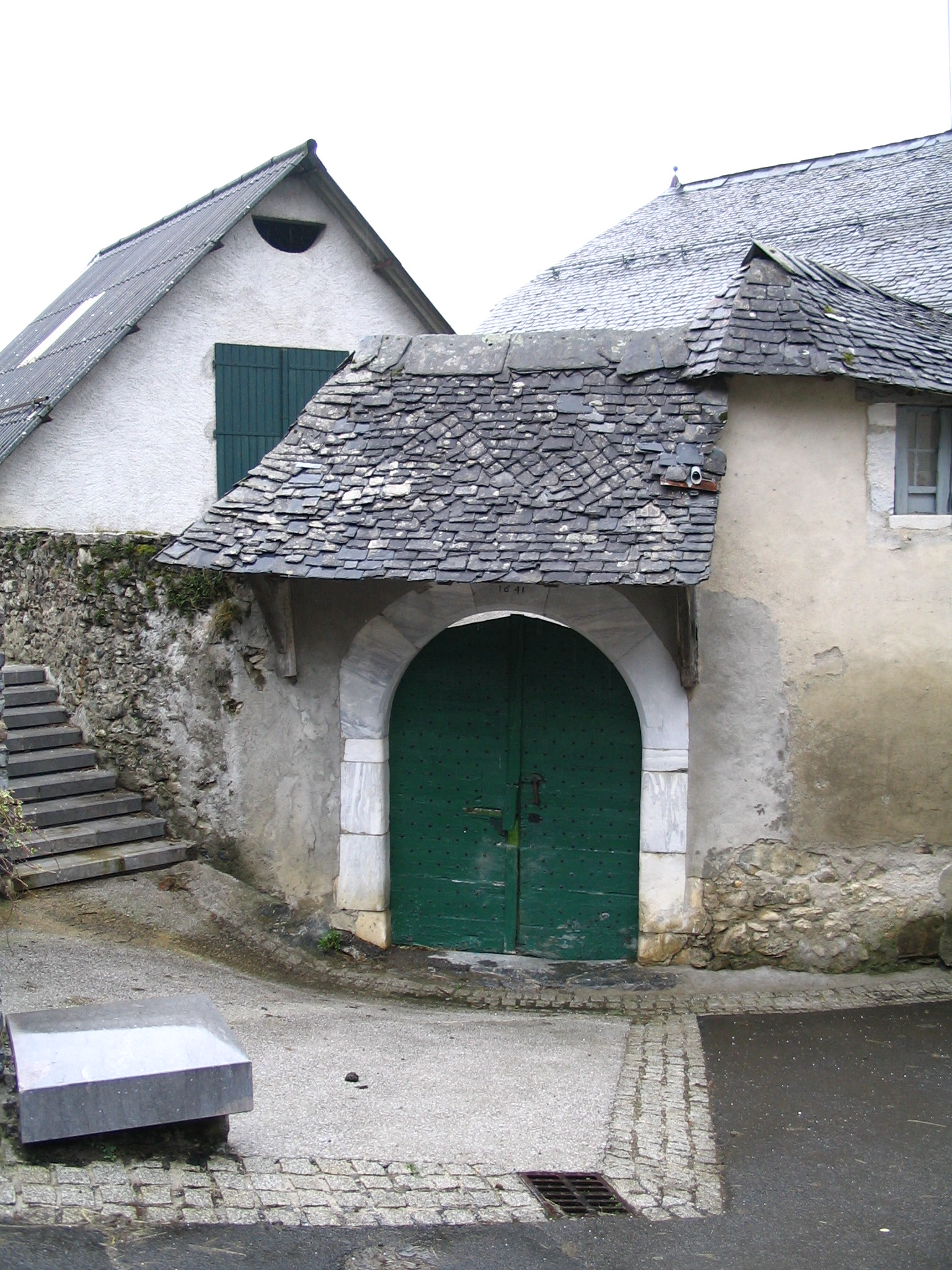
Hameau de Bagès: le porche couvert permet d'accéder à la cour centrale. (XVIIIe siècle)

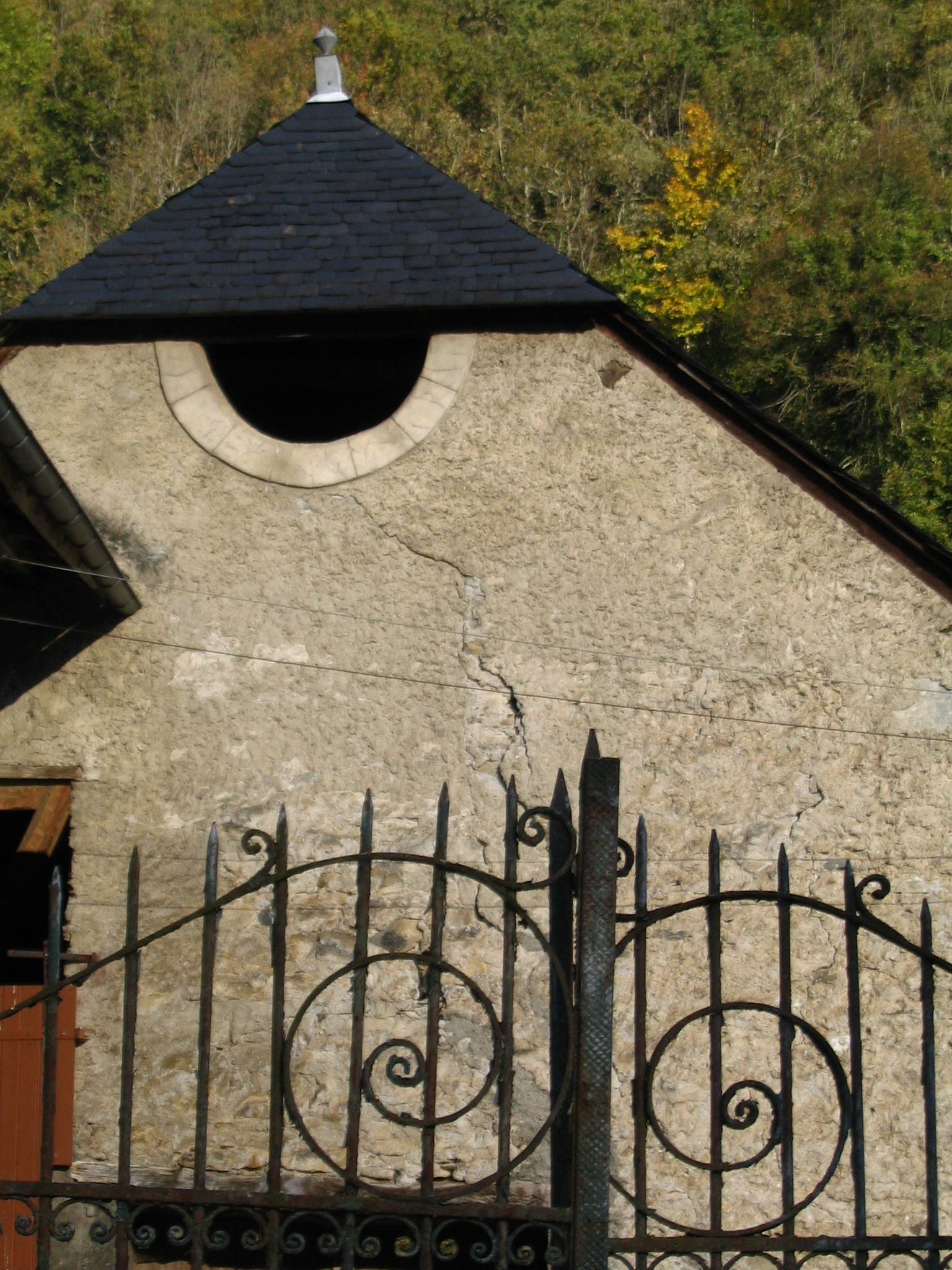
Béon: Les toitures des zones montagneuses sont en ardoise avec des extrémités taillées en croupes. Noter la forme caractéristique du lanterneau.

- Dans les parties montagneuses, où les galets n'étaient plus disponibles à proximité, le matériau utilisé était la pierre brute.

Contrairement aux galets de la plaine, ces pierres aux angles aigus pouvaient s'assembler sans mortier. Linteaux et piédroits utilisaient largement les roches polychromes en provenance des carrières de marbre.

- Les contraintes du climat exigeaient un léger déport des toitures d'ardoise. Les ouvertures, plus rares et plus petites qu'en plaine, se trouvaient majoritairement au premier niveau. La maison de montagne était du type salle haute : elle superposait étable au rez-de-chaussée et habitation à l'étage, les combles abritant le fenil. Lorsque l'implantation le permettait, la façade ouverte au sud sur la vallée recevait une galerie de bois, utilisée comme séchoir.
- Les bâtiments de l'exploitation se regroupaient autour de la cour centrale accessible par un portail, lui-même protégé par un porche.

Par ailleurs, des bâtiments construits en pierre sèche dans les prairies de fauche, à l'écart du village, servaient, pendant l'hiver, à abriter et à nourrir les troupeaux descendus des estives. Ces granges foraines, ou bordes, remplissaient une double fonction d'étable et de fenil.

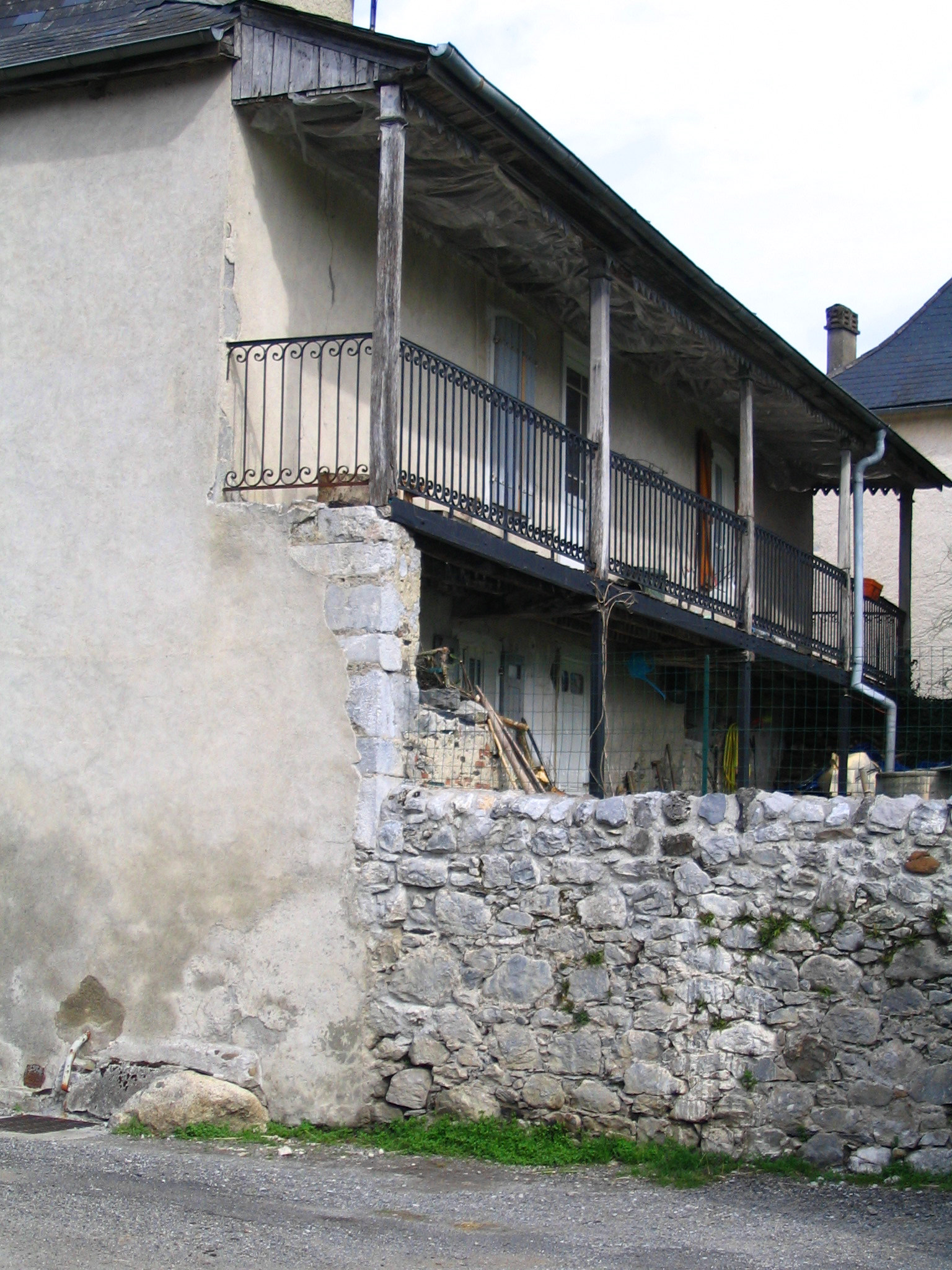
Sainte-Colome : la galerie de la façade sud était primitivement utilisée comme séchoir.